# Józef Razowski
Józef Razowski, né le 20 avril 1932 est un entomologiste et lépidoptériste polonais spécialisé dans les Tortricidae.

## Biographie
Il a obtenu une maîtrise ès sciences et un doctorat de l'université Jagellonne, respectivement en 1958 et 1961.
Józef Razowski a été directeur de l'Institut de Systématique et d'Évolution des Animaux de l'Académie polonaise des sciences de 1988 à 1997. Il a pris sa retraite en 2003.
Il est le récipiendaire de plusieurs prix et récompenses, dont le Prix de l'État polonais et la médaille Ignaz Schiffermüller.

## Publications sélectionnées
- World fauna of the Tortricini: '(Lepidoptera, Tortricidae)', Krakau 1966
- The type specimens of the species of some Tortricidae (Lepidoptera), Krakau 1971
- Lepidoptera of Poland, Volume 1,  Washington D.C. 1976